# Cañaveral
Cañaveral é um município da Espanha na comarca de Cáceres, província de Cáceres, comunidade autónoma da Estremadura. Tem 86,5 km² de área e em 2021 tinha 1 024 habitantes (densidade: 11,8 hab./km²). Faz parte da Mancomunidade de Riberos del Tajo.

## Demografia
| Variação demográfica do município entre 1991 e 2004 [carece de fontes?] | Variação demográfica do município entre 1991 e 2004 [carece de fontes?] | Variação demográfica do município entre 1991 e 2004 [carece de fontes?] | Variação demográfica do município entre 1991 e 2004 [carece de fontes?] |
| ----------------------------------------------------------------------- | ----------------------------------------------------------------------- | ----------------------------------------------------------------------- | ----------------------------------------------------------------------- |
| 1991                                                                    | 1996                                                                    | 2001                                                                    | 2004                                                                    |
| 1717                                                                    | 1593                                                                    | 1406                                                                    | 1309                                                                    |